# Brita Hagberg
Brita Christina Hagberg, geborene Brita Nilsdotter, alias Petter Hagberg (1756 in Finnerödja – 19. März 1825 in Stockholm), war eine schwedische Frau, die während des Russisch-Schwedischen Krieges als Soldatin in der schwedischen Armee diente. Sie ist eine von zwei Frauen, die in Schweden für ihre Tapferkeit im Kampf ausgezeichnet wurden, bevor Frauen im 20. Jahrhundert zum Militär zugelassen wurden.

## Leben
Brita Nilsdotter wurde 1756 in Finnerödja geboren. Nach Stockholm gelangte sie 1777. Im Jahr 1785 heiratete sie den Soldaten Anders Peter Hagberg, der bald darauf von der Armee eingezogen wurde, um ab 1788 im Russisch-Schwedischen Krieg zu kämpfen. Brita Hagberg, die ihren Mann vermisste, verkleidete sich als Mann, nahm den Namen Petter Hagberg an und trat ebenfalls in die Armee ein, um ihren Mann zu finden. Im Juli 1790 nahm sie als Marinesoldatin an der Seeschlacht von Ruotsinsalmi vor Kotka teil. Sie nahm auch am Gefecht in der Bucht von Wyborg teil, wo die schwedische Flotte große Verluste erlitt.
Angeblich fand sie ihren Mann, als der kommandierende Offizier während der Befehlsverteilung den Namen Hagberg  rief. In dem Moment traten Mann und Frau vor. Sie fanden sich, beschlossen jedoch, das Geheimnis für sich zu behalten und kämpften gemeinsam gegen Russland. In der Schlacht bei Koiviston Salmi wurde Petter Hagberg verwundet und gegen seinen Willen auf das Unterdeck getragen, um dort behandelt zu werden. Dort wurde Brita Hagberg als Frau entlarvt.
Nach dem Krieg erhielt Brita Hagberg für ihre Verdienste eine Rente von drei Riksdaler. Diese für eine Frau unbekannte Ehre wurde von Carl Olof Cronstedt vorgeschlagen. Sie erhielt ein weiteres, für eine Frau seltenes Privileg: die Erlaubnis, ein Lebensmittelgeschäft zu betreiben. Ihr Geschäft befand sich bis 1819 im Stockholmer Härkätor. Ihr Ehemann Anders war drei Jahre zuvor gestorben.
Brita Christina Nilsdotter Hagberg starb am 19. März 1825 in Stockholm. Sie und Anders hatten mindestens drei Kinder: Anna Stina (geb. 1792), Anders Petter (geb. 1795) und Petter Eric (geb. 1797). Den Namen nach zu urteilen, starb das mittlere Kind vermutlich sehr jung.